# Calzada del Coto (kommun)
Calzada del Coto är en kommun i Spanien.   Den ligger i provinsen Provincia de León och regionen Kastilien och Leon, i den norra delen av landet, 250 km nordväst om huvudstaden Madrid. Antalet invånare är 261.